# Can Pela (Olost)
Can Pela és una masia d'Olost (Lluçanès) inclosa a l'Inventari del Patrimoni Arquitectònic de Catalunya.

## Descripció
Edifici de planta rectangular orientat a migdia, teulada a dues vessants amb el carener paral·lel a la façana principal. Aquesta masia té dues llindes de pedra treballada, una de les quals està datada l'any 1865. A la façana principal hi ha un portal adovellat datat el 1747. Al costat esquerre s'hi va afegir una galeria. A la part de darrere hi ha un pou-cisterna al qual s'accedeix per una escala construïda en pedra. Al voltant de la casa hi ha altres dependències, una de les quals és una cabana datada el 1865.

## Història
Aquest mas ja consta l'any 1406 a la llista de caps de casa súbdits del monestir de Lluçà amb el nom de Pelaroger. L'any 1434 Pelaroger està citat en el capbreu dels béns del monestir com a batllia. El llinatge es perd a partir del 1700.